# Цирхос
Цирхос или Крикос — полиморфное существо, образовавшееся в представлениях средневековых учёных посредством неправильных переводов.

## История
Первоначальным источником был Аристотель, у которого описаны раки — карцинии (carcinium) и улитки нериты. Говорится также что карцинии имеют конечности разной длины, а тело после грудной клетки у них мягкое, а живут в опустевших раковинах из-под нерит. У нериты крупная, гладкая и круглая раковина и красный гепатопанкреас (hepatopancreas), тогда как у церикса (ceryx) чёрный гепатопанкреас. Спасаясь от шторма, карцинии прячутся под скалой, а нериты прикрепляются к скале и закрывают оперкулумы.
Майкл Скотт, переводя Аристотеля, переименовал нериту в кирокет. Фома из Кантемпре переписывал информацию у Майкла Скотта, но у Фомы  рак-карциний и улитка-кирокет получились как бы одним животным, вероятно, потому что оН запутался в жаргоне и неологизмах.
Фома из Кантемпре дал существу название крикос (Cricos) от слова кирокет, которым была названа улитка у Майкла Скотта. Крикос имеет два раскола на каждой ноге, делящие обе его ноги на три пальца, завершающиеся когтями. Левая нога у крикоса больше правой, поэтому крикос перекладывает свой вес на неё. Красным и чёрным цветом окрашена раковина цирхоса. При отсутствии ветра и грозы крикос передвигается, а при наличии ветра и грозы прикрепляется к камням.
От Фомы крикос перешёл к Альберту Великому и был описан в Ortus Sanitatis. Альберт написал, что цирхос (circhos), он же крихос (crichos) выглядит как морской пёс с человеческой головой. Олаф Магнус перенял описание цирхоса от Альберта и поместил цирхоса в Скандинавском море и отредактировал его описание. Неизвестно, было ли это описание какого-то реального скандинавского морского животного или просто плагиат.